# Les Elgart
Lester E. „Les“ Elgart (* 3. August 1917 in New Haven, Connecticut; † 29. Juli 1995 in Dallas, Texas) war ein US-amerikanischer Jazz-Trompeter und Bandleader des Swing und des Easy Listening.
Les Elgart begann als Jugendlicher Trompete zu spielen; im Alter von 20 Jahren trat er als Profimusiker auf. Anfang der 1940er Jahre kam er nach New York und spielte in den Bands von Raymond Scott, Charlie Spivak und Harry James sowie gelegentlich in der Band seines Bruders Larry, der Altsaxophon spielte. 1945 gründeten sie gemeinsam das kurzlebige Les & Larry Elgart Ensemble, für das Nelson Riddle, Ralph Flanagan und Bill Finegan Arrangements schrieben. Bedingt durch den Recording Ban der Musikergewerkschaft fiel die Band schon 1946 auseinander. 1952 arbeiteten die beiden Brüder erneut zusammen, traten u. a. im New Yorker Pennsylvania Hotel auf und nahmen mit ihrem Orchester eine Anzahl EPs und Alben für Columbia Records auf; zu ihren bekanntesten Titeln gehörten „Heart of My Heart“,  „Sophisticated Swing“ und der „Bandstand Boogie“, den Dick Clark als Themensong für American Bandstand benutzte. Später in den 1950ern mit nachlassendem Erfolg des Orchesters beendete Les Elgart die Auftritte, nahm aber weitere Platten auf. 1963 entstanden mit seinem Bruder weitere Aufnahmen in der Zusammenarbeit mit Arrangeuren wie Charles Albertine und Bobby Scott, dessen Material eher in Richtung Easy Listening tendierte. Les Elgart trennte sich in den 1960er Jahren endgültig von seinem Bruder und zog nach Texas. Er arbeitete bis zu seinem Tod infolge eines Herzinfarktes im Musikgeschäft und stellte gelegentlich Orchester zusammen.
In seinen verschiedenen Orchestern spielten viele später bekannte Jazzmusiker, wie Billy Bean, Jay Cameron,  John Drew, Joe Puma, Eddie Shu, sowie der spätere Bandleader Jerry Wald.

## Diskographie
Columbia Records
- Prom Date, Columbia E.P. (1954)
- Campus Hop, Columbia E.P. (1954)
- More of Les, Columbia E.P. (1955)
- Sophisticated Swing, Columbia CL-536 (1953)
- Just One More Dance, Columbia CL-594 (1954)
- The Band of the Year, Columbia CL-619 (1954)
- The Dancing Sound, Columbia CL-684 (1954)
- For Dancers Only, Columbia CL-803 (1955)
- The Elgart Touch, Columbia CL-875 (1955)
- The Most Happy Fella, Columbia CL-904 (1956)
- For Dancers Also, Columbia CL-1008 (1956)
- Les & Larry Elgart & Their Orchestra, Columbia CL-1052 (1958)
- Sound Ideas, Columbia CL-1123/CS-8002 (1958)
- Les Elgart On Tour, Columbia CL-1291/CS-8103 (1959)
- The Great Sound of Les Elgart, Columbia CL-1350/CS-8159 (1959)
- The Band With That Sound, Columbia CL-1450/CS-8245 (1960)
- Designs For Dancing, Columbia CL-1500/CS-8291 (1960)
- Half Satin Half Latin, Columbia CL-1567/CS-8367 (1960)
- It’s De-Lovely, Columbia CL-1659/CS-8459 (1961)
- The Twist Goes To College, Columbia CL-1785/CS-8585 (1962)
- Best Band On Campus, Columbia CL-1890/CS-8690 (1962)
- Big Band Hootenany, Columbia CL-2112/CS-8912 (1963)
- Command Performance, Columbia CL-2221/CS-9021, (1964)
- The New Elgart Touch, Columbia CL-2301/CS-9101, (1965)
- Elgart au Go-Go, Columbia CL-2355/CS-9155, (1965)
- Sound of the Times, Columbia CL-2511/CS-9311, (1966)
- Warm and Sensuous, Columbia CL-2591/CS-9391 (1966)
- Girl Watchers, Columbia CL-2633/CS-9433, (1967)
- Wonderful World of Today’s Hits, Columbia CL-2780/CS-9580 (1967)

Blue Heaven Records
- Do You Remember When Les Elgart & His Orchestra Played Walkin’ My Baby Back Home